# A Little Priest
A Little Priest è una canzone del musical The Demon Barber of Fleet Street di Stephen Sondheim.

## La Canzone
La canzone, che conclude il primo atto del musical, è un duetto tra Sweeney Todd e Mrs. Lovett, durante la quale la vedova propone ad un entusiasta Sweeney Todd di usare per i propri pasticci di carne i resti delle vittime del barbiere.
È particolare la durata della canzone. Essa infatti dura circa 5 minuti ma, con l'aggiunta di dialoghi tra i personaggi che rientrano nelle registrazioni per i CD (eccetto quella del film del 2007), la allungano fino ad arrivare a quasi 8 minuti.

## Interpreti
Il duetto, nel debutto del 1979, fu cantato da Len Cariou (Sweeney Todd/Benjamin Barker) e da Angela Lansbury (Mrs. Lovett).
Tre anni dopo, in occasione della registrazione su VHS dello spettacolo, Sweeney Todd fu interpretato dal famoso baritono George Hearn, mentre la Lansbury conservò il suo ruolo.
Nella versione concertata del 1998 (Sweeney Todd in Concert) la canzone fu cantata ancora da George Hearn con il contralto Patti LuPone.
I due artisti registrarono il duetto nell'album “Sweeney Todd: original recording cast” del 2005.
Nel film di Tim Burton del 2007 la canzone fu cantata da Johnny Depp e Helena Bonham Carter.